# Profession intermédiaire
Pour les articles homonymes, voir PI.
En France, le terme de profession intermédiaire fait référence à une catégorie de la nomenclature des professions et catégories socioprofessionnelles répertoriées en France selon une actualisation publiée le site de l'INSEE en 2003.
Cette catégorie regroupe des métiers
- considérés intermédiaires entre les cadres et les agents d'exécution, ouvriers ou employés.
- considérés intermédiaires au sens de l'enseignement, l'infirmerie libérale, le travail social et le clergé

Plus de la moitié des personnes exerçant ces métiers ont au moins le baccalauréat. La féminisation de ces métiers est assez variable, restant en particulier très limitée dans les professions techniques.

## Nomenclature de l'INSEE (2003)
- Agriculteurs exploitants
- Artisans, commerçants et chefs d'entreprise
- Cadres et professions intellectuelles supérieures
- Professions Intermédiaires
  - Professions intermédiaires de l'enseignement, de la santé, de la fonction publique et assimilés (41)
  - Professeurs des écoles, instituteurs et assimilés (42)
  - Professions intermédiaires de la santé et du travail social (43)
  - Clergé, religieux (44)
  - Professions intermédiaires administratives de la fonction publique (45)
  - Professions intermédiaires administratives et commerciales des entreprises (46)
  - Techniciens (47)
  - Contremaîtres, agents de maîtrise (48)
- Employés
- Ouvriers
- Retraités
- Autres personnes sans activité professionnelle